# Spätaufklärung (Literatur)
Als Spätaufklärung bezeichnet man eine Epoche der Deutschen Literatur, die ungefähr das letzte Drittel des 18. Jahrhunderts umfasst und bis ins erste Drittel des 19. Jahrhunderts reicht.

## Problematik der Literaturepochen
Für den Verlauf des 18. Jahrhunderts wird die Einordnung und die Abfolge der Literaturepochen zunehmend problematisch. Es ist dabei wichtig, sich stets ins Gedächtnis zu rufen, dass sich die Autoren, die heute häufig der einen oder der anderen Epoche zugeordnet werden, nur selten selbst eindeutig als Vertreter einer bestimmten Richtung empfanden, und dass entsprechende Epochenbegriffe meist erst nachträglich von der Literaturwissenschaft eingeführt wurden, wobei auch Literaturwissenschaftler nicht selten einzelne Autoren in verschiedenen Phasen ihres Werkes, beziehungsweise in widerstreitenden Wertungen, unterschiedlichen Literaturepochen zuordnen. Auch bei späteren Autoren wie Georg Büchner, die teils schon dem Jungen Deutschland zugeordnet werden können, lassen sich noch sehr deutlich politische wie ästhetische Einflüsse der Aufklärung belegen, während zum Beispiel unterschiedliche Werke Wielands mit vollem Recht sowohl der Frühaufklärung, dem Rokoko, der Klassik und der Spätaufklärung zugeordnet werden können.

## Definition
Dies vorausgesetzt, lässt sich dennoch sagen, dass die Phase der Spätaufklärung diejenigen Autoren, beziehungsweise deren Werke, bezeichnet, die parallel zu und nach der beginnenden Frühromantik – in Deutschland bekannt als Sturm und Drang – entstanden, und in denen philosophische Positionen und ästhetische Formen der Aufklärung noch über die Zeit der Französischen Revolution hinaus und bis in die beginnende Romantik hinein fortgeführt wurden.
Auch hier ist allerdings Vorsicht geboten, da spätere (gelegentlich auch gleichzeitige) Autoren Kollegen, die aufklärerische Positionen vertraten, teils schematisch abqualifizierten, beispielsweise als Philister, die verbohrt und akademisch an bloß rationalen Systemen festhielten und dabei jedes Gefühl, jedes Genie erstickten. Diese polemische Zuspitzung im Sinne eines Kampfbegriffs hat mit der Realität der Literaturszene des späten 18. und frühen 19. Jahrhunderts im Allgemeinen und in seiner ganzen Widersprüchlichkeit jedoch wenig gemein, da ein Kennzeichen der Aufklärung eben gerade auch die subjektive Empfindsamkeit, oft pietistischer Art, war, die sich zudem an englischen Vorbildern wie Laurence Sterne orientierte (siehe z. B. Nicolais Das Leben und Meinungen des Herrn Magister Sebaldus Nothanker), gleichzeitig aber an humanistischen, rationellen, überpersönlichen Prinzipien festhielt. Dies wird besonders deutlich, wenn man bedenkt, dass wesentliche Formen aufklärerischer Literatur gerade auf subjektive Kunstformen wie den Briefroman, den Reisebericht und das Tagebuch setzten.

## Literarische Formen
Die Spätaufklärung kennt viele literarische Formen. Im Unterschied zum Sturm und Drang und der Romantik, findet man jedoch so gut wie keine Dramen, keine historischen, mittelalterlichen Stoffe, kaum Märchen, keine Versepen und auch keine Fragmente, dafür häufig Romane – oft nach englischem Muster – sowie Aphorismen, Reisebücher, Autobiografien, politische Aufsätze und Gedichte.

## Autoren der Spätaufklärung
(Mehrere der folgenden Autoren werden auch anderen Literaturepochen zugerechnet, während man einige hier fehlende Figuren, beispielsweise Jean Paul, zu gewissen Anteilen ihres Werkes hier auch aufführen könnte. Zur Problematik des Epochenbegriffes siehe den ersten Absatz dieses Artikels).
- Georg Büchner
- Gerhard Anton von Halem
- Johann Gottfried Herder
- Carl Gustav Jochmann
- Heinrich von Kleist
- Georg Christoph Lichtenberg
- Karl Philipp Moritz
- Friedrich Nicolai
- Konrad Engelbert Oelsner
- Christian Friedrich Daniel Schubart
- Johann Gottfried Seume
- Johann Karl Wezel
- Christoph Martin Wieland